# Olano (Guipúzcoa)
Olano es un caserío del municipio de Abalcisqueta, Guipúzcoa (España). No aparece en el Nomenclátor de Guipúzcoa y su población se integra dentro del municipio de Abalcisqueta.

## (EspGeografía y naturaleza
Se ubica en una loma, al O del cerro Garbisu, de 453 metros de altura. Se accede a él por una pista desde la carretera GI-3670, y admira los valles de Amézqueta y Bedaio. Al N, nace el arroyo Oteiza.